# Nazionale maschile di pallacanestro delle Isole Cayman
La nazionale di pallacanestro delle Isole Cayman è la rappresentativa cestistica delle Isole Cayman ed è posta sotto l'egida della Federazione cestistica delle Isole Cayman.

## Piazzamenti

### Campionati caraibici
- 2011 - 9º
- 2015 - 9º

## Formazioni

### Campionati caraibici
Campionato caraibico maschile di pallacanestro 20114 D. O'Garro, 5 Ebanks, 6 Sa. O'Garro, 7 Samuels, 8 Sh. O'Garro, 9 Simpson, 10 Campbell, 11 Thompson, 12 Graham-Record, 13 Leslie, 14 Thompson, 15 Narcisse,        All. -
Campionato caraibico maschile di pallacanestro 20154 Dikau, 5 Ebanks, 6 Sa. O'Garro, 8 Sh. O'Garro, 9 Campbell, 10 Cotterell, 11 Powery-Saunds, 12 Whittaker, 13 Simpson, 14 Paddyfoot, 15 Thompson,        All. Edwin Pellot-Rosa